# Enola Gay (O.M.D.)

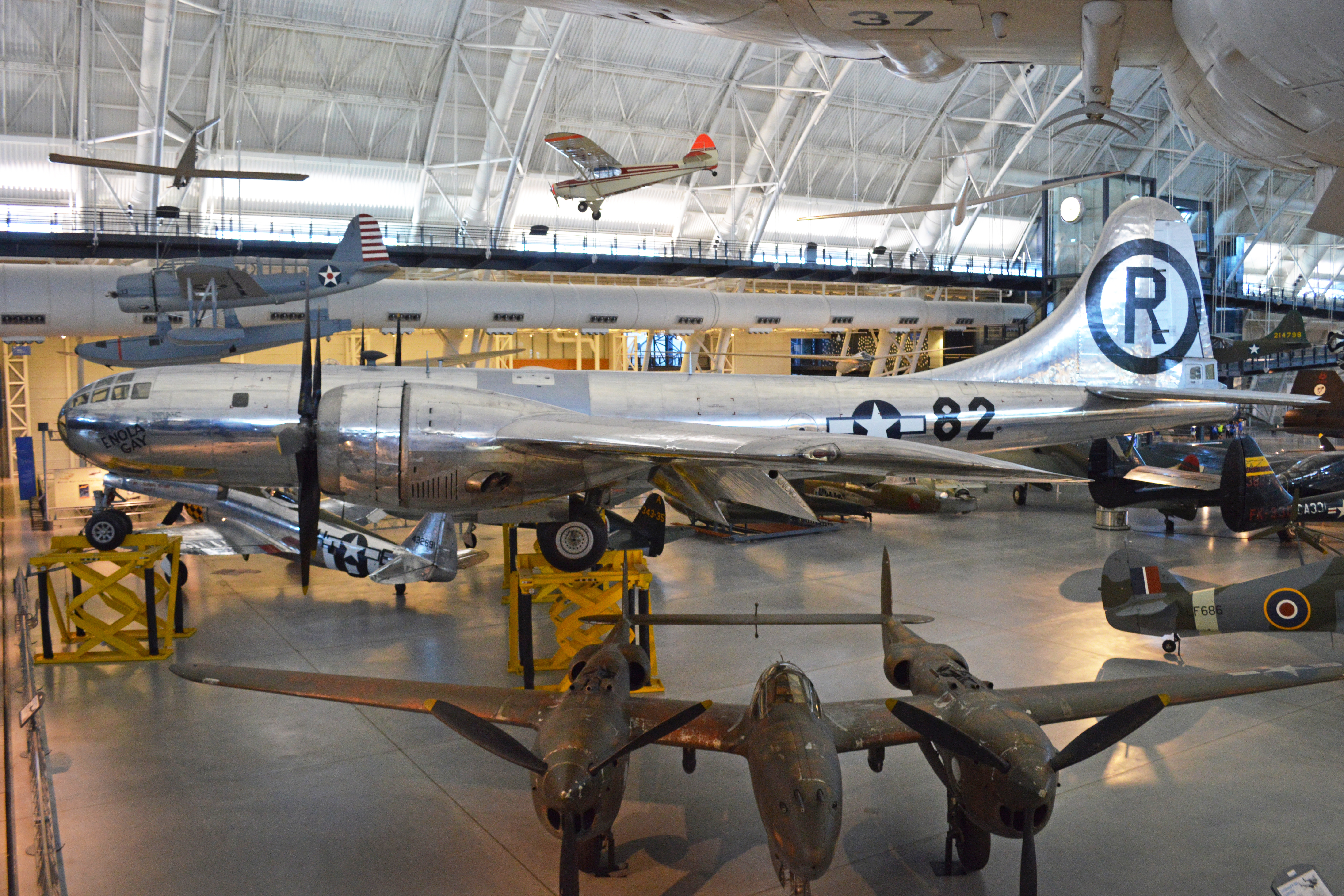
"Enola Gay", de bommenwerper waar de single naar is vernoemd.

Enola Gay is een nummer van de Britse synthpopband Orchestral Manoeuvres in the Dark uit 1980. Het is de enige single van hun tweede studioalbum Organisation.
Het lied werd geschreven door zanger / basgitarist Andy McCluskey en gaat over de atoombomaanval op Hiroshima op 6 augustus 1945 door de Amerikaanse B-29 Superfortress-bommenwerper met de naam Enola Gay. McCluskey was geïnteresseerd in de Tweede Wereldoorlog en vraagt zich in de tekst van het nummer af of het bombardement wel nodig was ("It shouldn't ever have to end this way"). De regel "Is mother proud of Little Boy today?" is een verwijzing naar de naam van de bom, en naar piloot Paul Tibbets die het vliegtuig naar zijn moeder vernoemde. 
Hoewel de single in diverse internationale hitlijsten is terug te vinden, werd de plaat ondanks alle aandacht van de radio-omroep Veronica in Nederland geen hit.

## Nummers

### Originele uitgave uit 1980
1. "Enola Gay" - 3:33
2. "Annex" - 4:33

De maxisingle bevat dezelfde tracks als de single.

### 2003 remix 12"
1. "Elola Gay" (Dancefloor "Killa Mix") - 9:02
2. "Enola Gay" (Dub Remix) - 6:57
3. "Enola Gay" (Radio Edit) - 3:05

## Hitnotering

### NPO Radio 2 Top 2000
| Nummer met noteringen in de NPO Radio 2 Top 2000 | '00 | '01 | '02 | '03 | '04  | '05  | '06  | '07  | '08  | '09  | '10  | '11  | '12  | '13  | '14  | '15  | '16  | '17  | '18  | '19  | '20  | '21  | '22  | '23  | '24  |
| ------------------------------------------------ | --- | --- | --- | --- | ---- | ---- | ---- | ---- | ---- | ---- | ---- | ---- | ---- | ---- | ---- | ---- | ---- | ---- | ---- | ---- | ---- | ---- | ---- | ---- | ---- |
| Enola Gay                                        | 695 | 313 | 965 | 963 | 1292 | 1329 | 1731 | 1972 | 1403 | 1432 | 1731 | 1779 | 1874 | 1438 | 1587 | 1578 | 1657 | 1871 | 1815 | 1705 | 1780 | 1719 | 1554 | 1494 | 1563 |

1. ↑  Een vetgedrukt getal geeft de hoogste notering aan.
2. ↑  2000 was het eerste jaar met een notering voor dit nummer.